# ジャン＝バティスト・イザベイ
ジャン＝バティスト・イザベイ（Jean-Baptiste Isabey、1767年4月11日 - 1855年4月18日）はフランスの画家である。ジャック＝ルイ・ダヴィッドらによって歴史画の大作が描かれた時代に活動したが、ミニアチュール画家として肖像画を描いた。ナポレオンの治世やその後の復古王政の時代の両方で、画家として成功した。息子のウジェーヌ・イザベイも第二帝政の時代に有名な画家となった。

## 略歴
フランス、ムルト＝エ＝モゼル県のナンシーに生まれた。ナンシーのミニアチュール画家、ジラルデ(Jean Girardet)に学び、マリー・アントワネットに仕えたミニアチュール画家フランソワ・デュモンに学んだ後、ジャック＝ルイ・ダヴィッドの弟子となり、ヴェルサイユ宮殿でアングレーム公ルイ・アントワーヌやシャルル・フェルディナン・ダルトワなどの王族の肖像画を描いた。
フランス革命後も皇后ジョゼフィーヌやナポレオン・ボナパルトがパトロンになり、ナポレオンの戴冠式に参加し、記念の版画を製作した。イザベイの高価な額装や金張りの箱の中に収められた豪華なミニアチュールは、ヨーロッパの貴族たちの人気を集めてた。
ナポレオンに忠実に仕えたが、第二次王政復古後にもシャルル10世の戴冠式の運営に功績をあげ、国王からレジオンドヌール勲章（オフィシエ）を受勲した。7月王政でも王室の美術コレクションの仕事を務め、ナポレオン3世からレジオンドヌール勲章コマンドゥールを受勲した。

## 作品

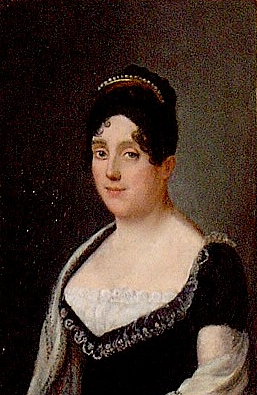
ベランジェ伯爵夫人
マリア・ルイーザ (パルマ女公)
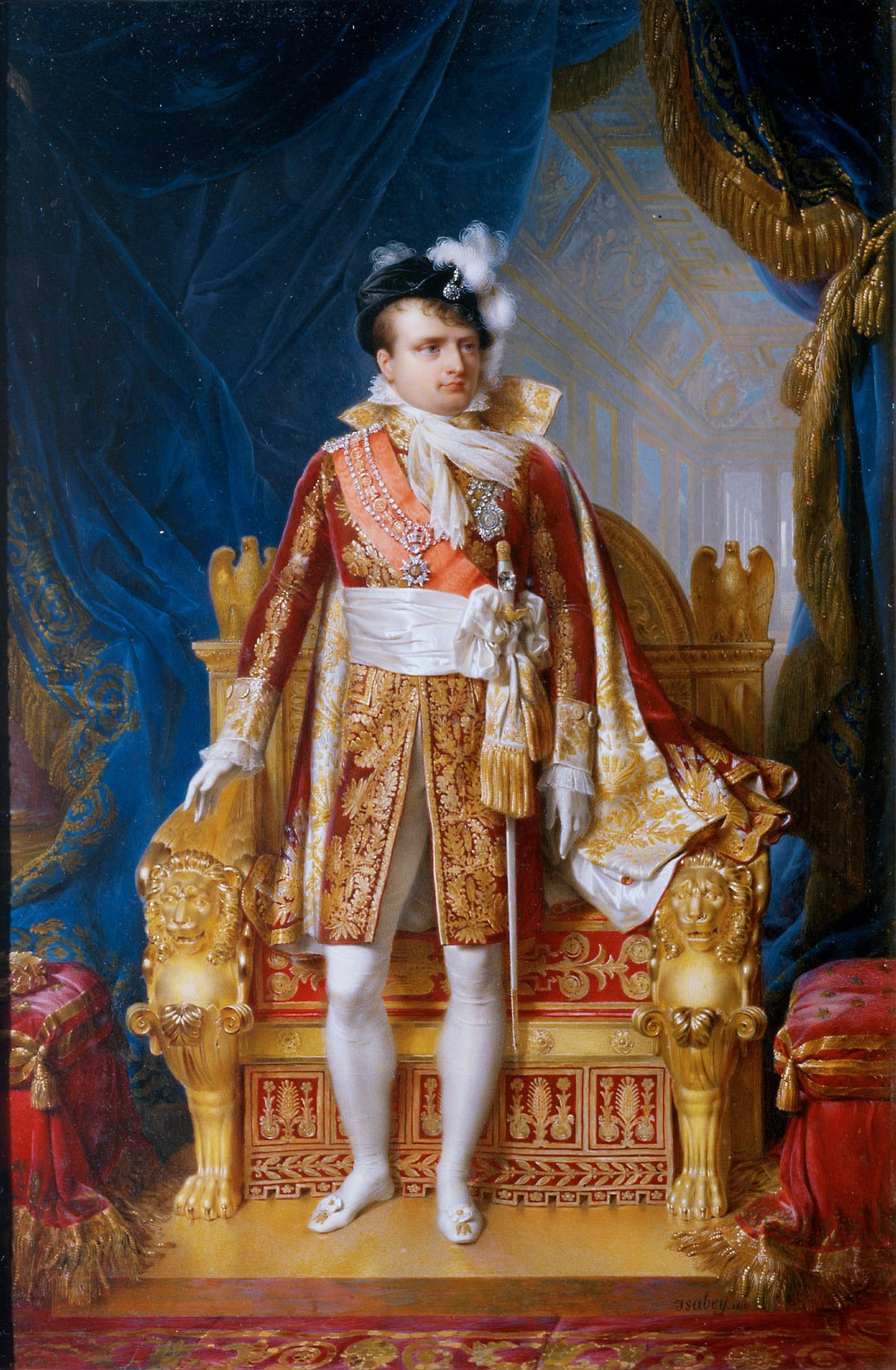
ナポレオン・ボナパルト
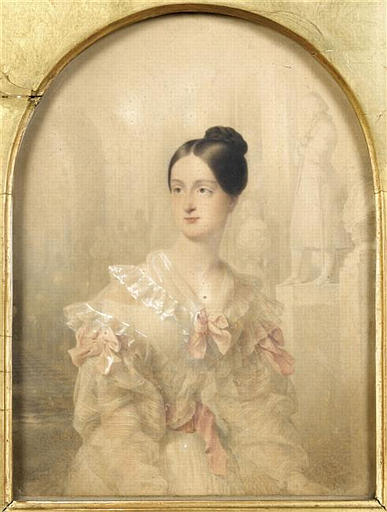
マリー・ドルレアン (1813-1839)